# The Suicide Machines (album)
The Suicide Machines – trzeci album w historii zespołu muzycznego The Suicide Machines, wydany przez wytwórnię Hollywood Records w 2000 roku. Płyta zaskoczyła fanów swoim stonowanym, popowym brzmieniem; grupa całkowicie zrezygnowała na niej z energicznych, charakterystycznych dla siebie utworów skapunkowych.

## Lista utworów
1. "Sometimes I Don't Mind" (3:14)
2. "Permanent Holiday" (2:07)
3. "Fade Away" (3:09)
4. "Too Many Words" (2:17)
5. "No Sale" (2:24)
6. "Green" (2:08)
7. "Extraordinary" (2:44)
8. "I Hate Everything" (2:37)
9. "All Out" (1:53)
10. "Perfect Day" (2:09)
11. "Sincerity" (2:39)
12. "Reasons" (1:12)
13. "Goodbye for Now" (2:26)
14. "I Never Promised You a Rose Garden" (2:42) – cover Lynn Anderson

## Muzycy
Jason Navarro – śpiew

Dan Lukacinsky – gitara, śpiew towarzyszący

Royce Nunley – gitara basowa, śpiew towarzyszący

Ryan Vanderberghe – perkusja